# Sabine Wespieser
Sabine Wespieser est une éditrice française, fondatrice de la maison Sabine Wespieser éditeur, née le 24 mai 1961 à Eschentzwiller.

## Biographie
Sabine Wespieser est née en mai 1961 au sein d'une famille alsacienne, dans la banlieue de Mulhouse, à Eschentzwiller.
Elle suit la filière des classes préparatoires littéraires au lycée Fustel-de-Coulanges, à Strasbourg. Elle passe le Capès, en lettres classiques, en 1986 et l'obtient.
Elle enseigne ensuite le grec et le latin, mais n'est pas persuadé d'avoir la vocation pour ce métier qui lui semble l'éloigner de sa passion pour les livres. Elle cherche à rentrer dans une maison d'édition , écrit des lettres et parvient à devenir en 1988 l'assistante de Hubert Nyssen chez Actes Sud, à Arles,.
Elle se marie au sociologue Jacques Leenhardt. Après une douzaine d'années chez Actes Sud et un passage de quelques mois chez Librio, une collection de Flammarion, elle veut retrouver le plaisir d'une structure légère et du contact des auteurs. Elle crée, avec son mari, sa propre maison d'édition, modeste et indépendante, en septembre 2001, Sabine Wespieser éditeur,,. Les premiers ouvrages sortent en 2002. Cette structure tangue pour se maintenir sur le marché mais se maintient, et obtient quelques succès significatifs (quelques prix notamment, tels que le prix Femina, le prix Femina étranger, le Prix France Culture-Télérama et quelques résultats de vente encourageants) qui mettent en exergue des auteurs tels que Yanick Lahens, Michèle Lesbre, Edna O’Brien, Léonor de Récondo ou Dương Thu Hương, entre autres,.